# Romain Taofifénua
Pour les articles homonymes, voir Taofifénua.

a Compétitions nationales et continentales officielles uniquement.

b Matchs officiels uniquement.
Dernière mise à jour le 19 juillet 2025.
Romain Taofifénua, né le 14 septembre 1990 à Mont-de-Marsan, est un joueur international français de rugby à XV. Il joue au poste de deuxième ligne au Racing 92 en Top 14.
Avec le Rugby club toulonnais, il remporte une Coupe d'Europe en 2015. Il remporte le Challenge européen avec le Lyon OU en 2022. Avec l'équipe de France, il remporte le Tournoi des Six Nations 2022 en réalisant le Grand Chelem.

## Biographie

### Jeunesse et formation

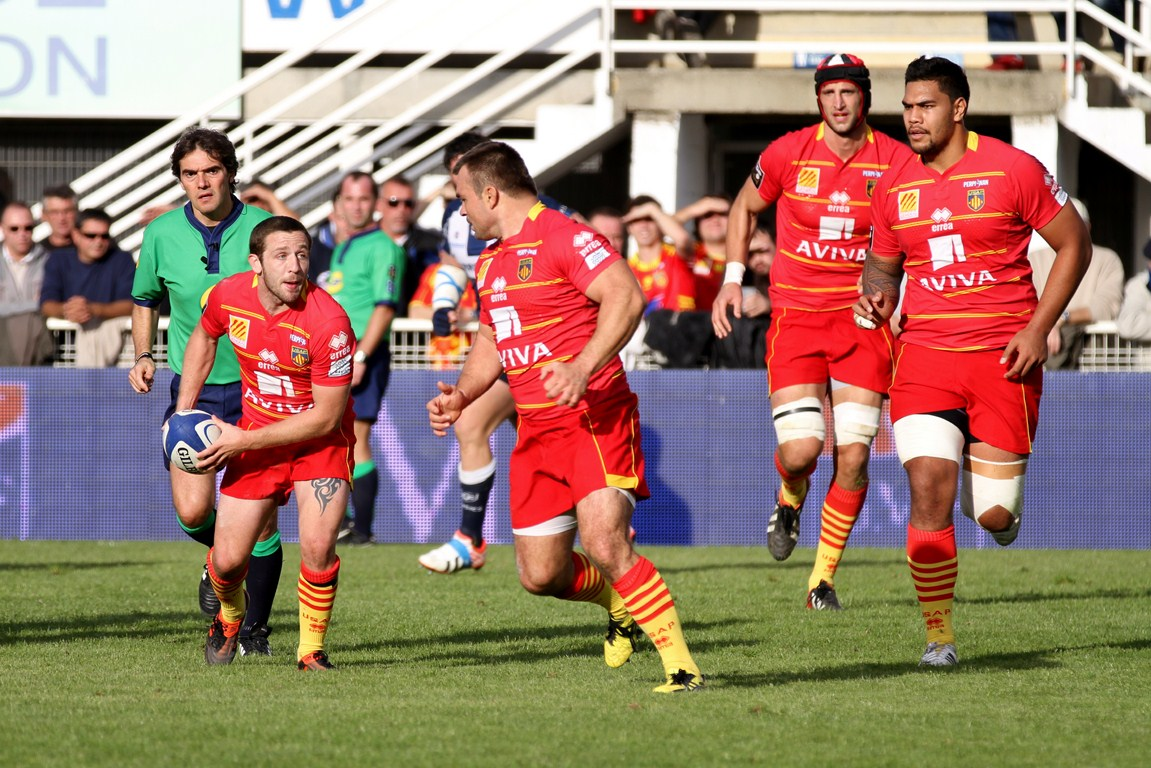
Romain Taofifenua, à droite, sous les couleurs de l'USA Perpignan, au soutien de David Mélé et Nicolas Mas.

Romain Taofifénua est le fils de Willy Taofifénua passé notamment par le FC Grenoble, et le frère de Sébastien et Killian Taofifénua, tous deux également joueurs professionnels de rugby à XV. Par sa famille, il a des origines à Wallis-et-Futuna,.
Il commence le rugby à l'école de rugby de l'AS Fontaine avant de rejoindre l'AL Échirolles, deux clubs de la banlieue de Grenoble,.
Il quitte l'Isère, suivant son père devenu entraîneur-général du club de Limoges en 2005,, où Romain évolue pendant deux saisons. Passé par le pôle espoirs, il rejoint le centre de formation de l'ASM Clermont Auvergne l'année suivante, avant de rejoindre en 2008 l'USA Perpignan. Il parfait sa formation avec l'équipe espoir avant de faire son entrée dans l'équipe professionnelle en 2010.

### Carrière professionnelle
En juin 2012, il est appelé pour participer à la tournée de l'équipe de France en Argentine où il honore sa première sélection lors du second test match contre l'Argentine.
Il découvre le Tournoi des Six Nations en 2013. Il est écarté de l'équipe après les deux défaites inaugurales. Sébastien Vahaamahina, son coéquipier en club, le remplace.
Son transfert à Toulon est un réel tremplin pour sa carrière et il retrouve l'équipe de France dans le Tournoi des Six Nations 2015. Bien placé pour partir à la Coupe du monde, il est cependant écarté de la pré-liste de 36 joueurs sélectionnés pour préparer la compétition.
En juin 2017, l'encadrement du XV de France l'intègre dans la liste Élite des joueurs protégés par la convention FFR/LNR pour la saison 2017-2018.
Le 14 avril 2021, le Lyon OU annonce son recrutement pour la saison 2021-2022.
En février-mars 2023, il participe au Tournoi des Six Nations 2023, lors duquel la France termine deuxième derrière l'Irlande.
Sélectionné fin juin 2023 dans une liste de 42 joueurs pour préparer la Coupe du monde 2023, il fait partie de la liste officielle des 33 joueurs qui joueront la compétition. Remplaçant, il entre en jeu lors des cinq rencontres disputées par la France dans la compétition, dont le quart de finale perdu 28-29 contre l'Afrique du Sud. Après ce match, il annonce dans le vestiaire à ses coéquipiers arrêter sa carrière internationale à l'issue de sa 49e sélection.
Il rejoint le Racing 92 à l'été 2024.

## Statistiques en équipe nationale
(mis à jour le 19 juillet 2025)
- 56 sélections[2]
- 15 points (3 essais)
- Sélections par année : 1 en 2012, 2 en 2013, 5 en 2015, 3 en 2017, 1 en 2018, 2 en 2019, 6 en 2020, 11 en 2021, 7 en 2022, 11 en 2023, 4 en 2024 et 3 en 2025.

| Année | Compétition    | Matchs | Points | Essais |
| ----- | -------------- | ------ | ------ | ------ |
| 2012  | Test matchs    | 1      | 0      | 0      |
| 2013  | Six Nations    | 2      | 0      | 0      |
| 2015  | Six Nations    | 5      | 5      | 1      |
| 2017  | Test matchs    | 3      | 0      | 0      |
| 2018  | Six Nations    | 1      | 0      | 0      |
| 2019  | Test matchs    | 2      | 0      | 0      |
| 2020  | Six Nations    | 4      | 0      | 0      |
| 2020  | Test matchs    | 2      | 0      | 0      |
| 2021  | Six Nations    | 5      | 5      | 1      |
| 2021  | Test matchs    | 6      | 0      | 0      |
| 2022  | Six Nations    | 4      | 0      | 0      |
| 2022  | Test matchs    | 3      | 0      | 0      |
| 2023  | Six Nations    | 5      | 0      | -0     |
| 2023  | Coupe du monde | 5      | 0      | 0      |
| 2023  | Test matchs    | 1      | 0      | 0      |
| 2024  | Six Nations    | 3      | 5      | 1      |
| 2024  | Test matchs    | 1      | 0      | 0      |
| 2025  | Six Nations    | 1      | 0      | 0      |
| 2025  | Test matchs    | 2      | 0      | 0      |
| Total | Total          | 56     | 15     | 3      |

### Liste des essais internationaux
| Numéro | Date            | Lieu                         | Adversaire     | Compétition      | Résultat | Score |
| ------ | --------------- | ---------------------------- | -------------- | ---------------- | -------- | ----- |
| 1      | 14 février 2015 | Aviva Stadium, Dublin        | Irlande        | Six Nations 2015 | Défaite  | 18-11 |
| 2      | 20 mars 2021    | Stade de France, Saint-Denis | Pays de Galles | Six Nations 2021 | Victoire | 32-30 |
| 3      | 10 mars 2024    | Millennium Stadium, Cardiff  | Pays de Galles | Six Nations 2024 | Victoire | 45-24 |

## Palmarès

### En club
- RC Toulon
  - Vainqueur de la Coupe d'Europe en 2015
  - Finaliste du Championnat de France en 2016 et 2017
  - Finaliste du Challenge européen en 2020
- Lyon OU
  - Vainqueur du Challenge européen en 2022

### En équipe nationale
- France
  - Vainqueur du Tournoi des Six Nations en 2022 (Grand Chelem) et 2025

#### Tournoi des Six Nations
| Édition          | Rang | Résultats France | Résultats Taofifénua | Matchs Taofifénua |
| ---------------- | ---- | ---------------- | -------------------- | ----------------- |
| Six Nations 2013 | 6    | 1 v, 1 n, 3 d    | 0 v, 0 n, 2 d        | 2/5               |
| Six Nations 2015 | 4    | 2 v, 0 n, 3 d    | 2 v, 0 n, 3 d        | 5/5               |
| Six Nations 2018 | 4    | 2 v, 0 n, 3 d    | 1 v, 0 n, 0 d        | 1/5               |
| Six Nations 2020 | 2    | 4 v, 0 n, 1 d    | 3 v, 0 n, 1 d        | 4/5               |
| Six Nations 2021 | 2    | 3 v, 0 n, 2 d    | 3 v, 0 n, 2 d        | 5/5               |
| Six Nations 2022 | 1    | 5 v, 0 n, 0 d    | 4 v, 0 n, 0 d        | 4/5               |
| Six Nations 2023 | 2    | 4 v, 0 n, 1 d    | 4 v, 0 n, 1 d        | 5/5               |
| Six Nations 2024 | 2    | 3 v, 1 n, 1 d    | 2 v, 1 n, 0 d        | 3/5               |
| Six Nations 2025 | 1    | 4 v, 0 n, 1 d    | 1 v, 0 n, 0 d        | 1/5               |

Légende : v = victoire ; n = match nul ; d = défaite ; la ligne est en gras quand il y a Grand Chelem.

#### Coupe du monde
| Édition     | Rang               | Résultats France | Résultats Taofifénua | Matchs Taofifénua |
| ----------- | ------------------ | ---------------- | -------------------- | ----------------- |
| France 2023 | Quart de finaliste | 4 v, 0 n, 1 d    | 4 v, 0 n, 1 d        | 5/5               |